# Chris Rinke
Chris Rinke (n. 26 octombrie 1960, Port Coquitlam⁠(d), British Columbia, Canada) este un luptător ce a reprezentat Canada, medaliat olimpic. A participat la 2 ediții ale Jocurilor Olimpice (1984, 1988) în care a câștigat o medalie de bronz.